# Xestia quieta
Xestia quieta là một loài bướm đêm thuộc họ Noctuidae. Nó được tìm thấy ở miền bắc Scandinavia, miền bắc Xibia và miền bắc Bắc Mỹ (bao gồm Nunavut, Northwest Territories, Yukon và Manitoba).
Sải cánh dài 25–29 mm. Con trưởng thành bay vào tháng 6 và tháng 7 in Sweden.
Ấu trùng có thể ăn các loài Empetrum.

## Phụ loài
- Xestia quieta quieta
- Xestia quieta constricta (Walker, 1857)